# جنو كاش
جنو كاش (بالإنجليزية: GnuCash)‏ برنامج محاسبة حر يطبق نظام القيد المزدوج في حساباته. كان الهدف من تطويره في بداية الأمر تطوير برنامج ذي قدرات مشابهة لبرنامج كويكن (بالإنجليزية: Quicken)‏ التابع لشركة انتويت (بالإنجليزية: Intuit)‏، لكن مع ميزات لمحاسبة الأعمال الصغيرة. آخر التطويرات ركّزت على التحوّل إلى شروط المكتبة الداعمة لسطح المكتب الحديث.
تم تصميم GnuCash ليكون سهل الاستخدام، ولكنه قوي ومرن، ويسمح لك بتتبع الحسابات المصرفية والأسهم والدخل والنفقات. نظرًا لأنه سريع وسهل الاستخدام كسجل دفتر شيكات، فهو يعتمد على مبادئ المحاسبة المهنية لضمان دفاتر متوازنة وتقارير دقيقة.